# Mastacembelus decorsei
Mastacembelus decorsei és una espècie de peix pertanyent a la família dels mastacembèlids.

## Descripció
- Fa 24,6 cm de llargària màxima.[5][6]

## Hàbitat
És un peix d'aigua dolça, demersal i de clima tropical (9°N-6°N).

## Distribució geogràfica
Es troba a Àfrica: riu Gribingui (la República Centreafricana) i conques del riu Níger i del llac Txad.

## Observacions
És inofensiu per als humans.